# Toungouska (rivière)
Pour les articles homonymes, voir Toungouska.
 (avril 2014).
Si vous disposez d'ouvrages ou d'articles de référence ou si vous connaissez des sites web de qualité traitant du thème abordé ici, merci de compléter l'article en donnant les références utiles à sa vérifiabilité et en les liant à la section « Notes et références ».
La Toungouska (en russe : Тунгуска) est une rivière de l'Extrême-Orient russe, longue de 86 km. Affluent droit de l'Amour, elle est formée par la réunion du Kour et de l'Ourmi.

## Géographie
La Toungouska draine un bassin d'une superficie de plus de 30 000 km2, parsemé de plus de 2000 lacs d'une superficie totale d'environ 80 km2. Sa largeur varie entre 200 et 400 m, et sa profondeur atteint 6 m ; La vitesse moyenne du courant est de 0,6 m/s. Le débit moyen, 37 km en amont de sa confluence, atteint 380 m3/s, avec un étiage de 7,25 m3/s et un débit de crue de 5 100 m3/s. 
Cette rivière est principalement alimentée par les précipitations, insignifiantes au printemps et plutôt estivales (en liaison avec les épisodes de typhon). Elle est navigable dans toute son étendue dès le mois de mai jusqu'à fin octobre : de Khabarovsk en remontant la rivière jusqu'au village isolé de Pobeda. Elle est couverte de glace de novembre à avril. Ses berges sont très marécageuses, de sorte que l'accès à la rivière est difficile sauf à proximité des agglomérations.

## Économie
Jusque dans les années 1990, on pratiquait le flottage du bois. Il n'y a pas de ponts routiers sur la Toungouska, et l'unique pont ferroviaire est celui de la ligne Volochaevka-Komsomolsk-sur-l'Amour.
La Toungouska, riche en poissons, constitue une frayère pour le saumon kéta en automne.